# Grandes Astros: Superman
Grandes Astros: Superman (em inglês: All-Star Superman) é uma série mensal de histórias em quadrinhos, originalmente publicada pela editora americana DC Comics, distribuída no Brasil pela Editora Panini. A proposta da série é a de que um time de grandes estrelas do mercado de quadrinhos dos EUA revisite o passado dos personagens que estrelam a revista em questão, nesse caso a de Superman. Grandes Astros:Superman foi dividida em doze edições, originalmente publicadas entre novembro de 2005 e outubro de 2008. Tendo sido bastante aclamada, inclusive pela crítica especializada, foi um dos quadrinhos mais vendidos do período e conquistou diversos prêmios, ganhando em 2011 uma adaptação animada.

## Primeiro arco
O primeiro arco trata de uma provável morte do Superman, devido ao excesso de energia solar que este absorveu ao chegar perto demais do Sol. A revista é escrita por Grant Morrison e desenhada por Frank Quitely.